# GR-20. Vuelta a Aralar

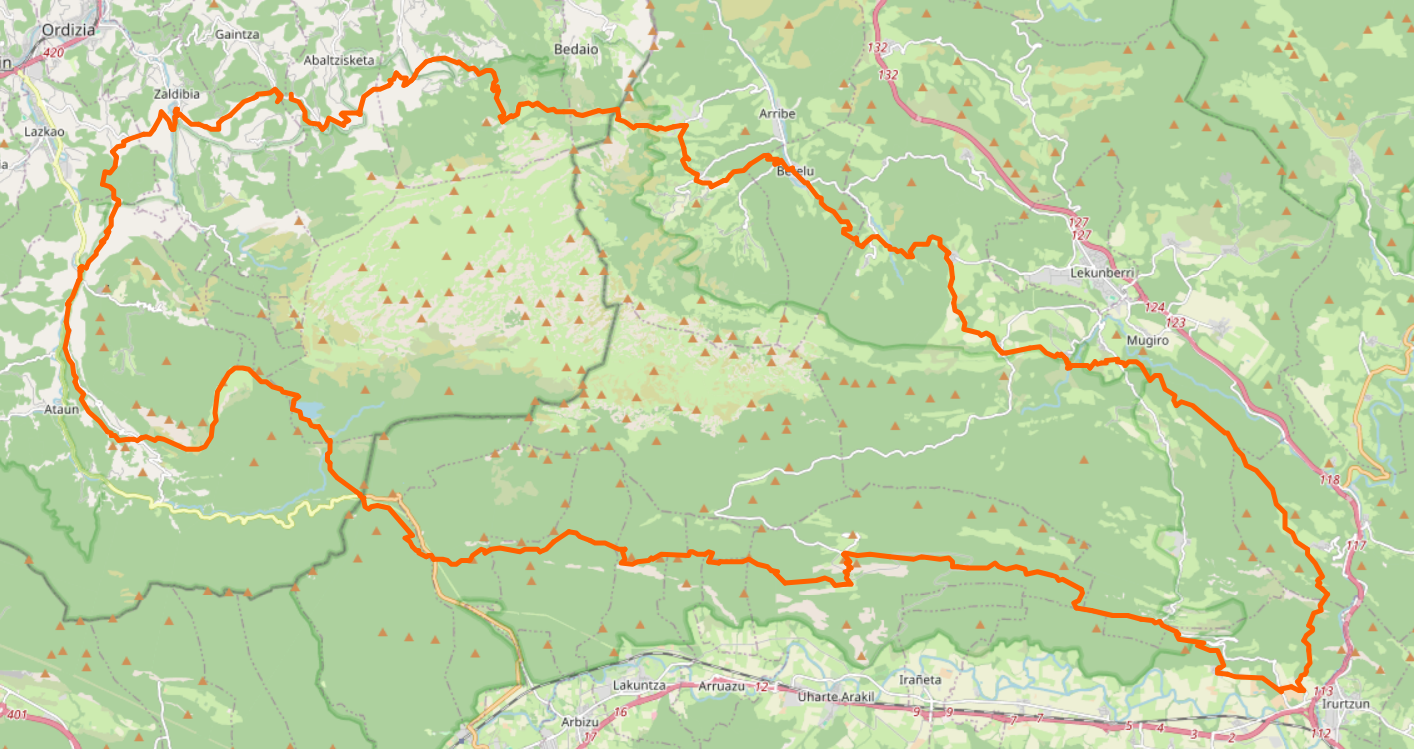
Mapa del Vuelta a Aralar.

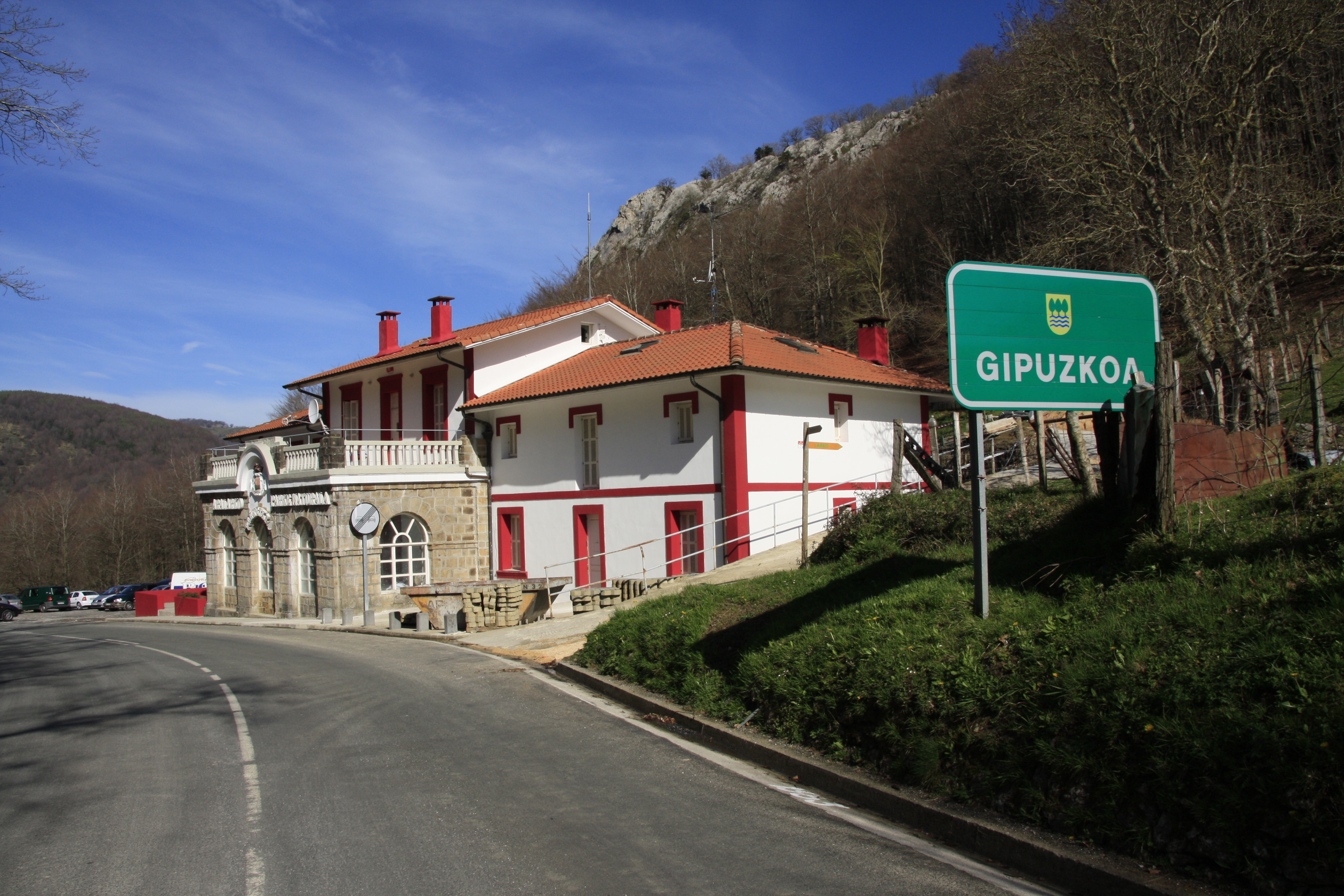
Puerto de Lizarrusti, lugar de salida y llegada del GR-20.

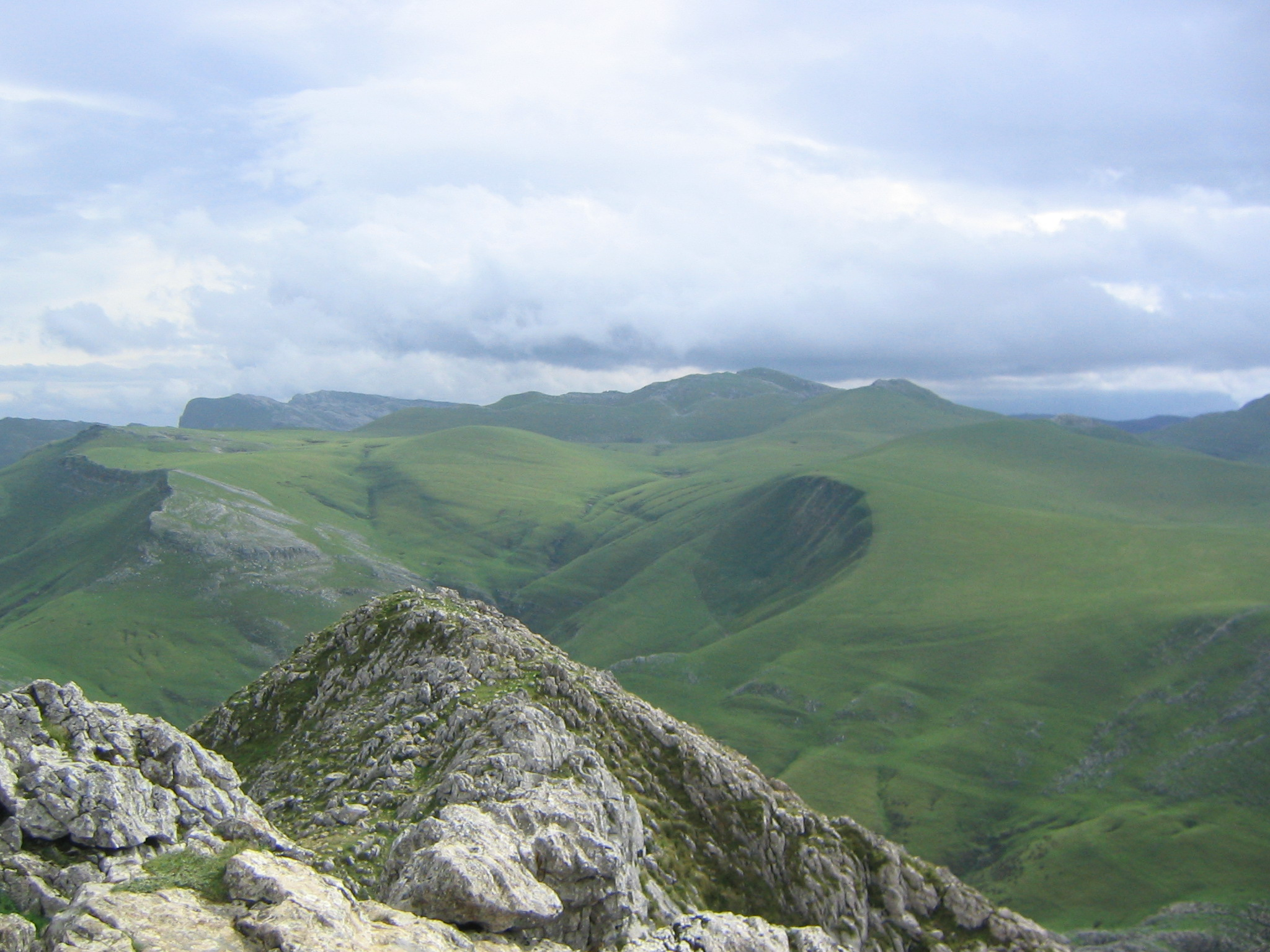
Sierra de Aralar desde el Txindoki

El GR-20, también conocido en España como Vuelta a Aralar (no confundir con el GR-20 francés), es un sendero de gran recorrido de forma circular que rodea la sierra de Aralar, entre las provincias de Navarra y Guipúzcoa. 
Se trata de un recorrido cárstico por un paisaje rocoso lleno de cuevas y simas, prados y hayedos, que cuenta además con numerosos dólmenes, 17 en Guipúzcoa y 44 en Navarra. Tiene bastantes derivaciones y dos variantes, el GR-20.1, que va de Urkullaga a Lizarrusti, pasando por el embalse de Lareo, la cima y el mirador de Agaotz, y el GR-20.2, que va del alto de Aupeta a Arrate.
Consta de 6 etapas que recorren unos 100 km.

## Itinerario
- Etapa 1. Puerto de Lizarrusti–Santuario de San Miguel, 15,54 km. Lizarrusti está a 622 m de altitud, San Miguel o Migel, se encuentra a 1241 m de altitud, bajo la cima del monte Artxueta, de 1344 m.[2]
- Etapa 2. Santuario de San Miguel–Etxeberri, 13,47 km
- Etapa 3. Etxeberri–Iribas, 12,61 km
- Etapa 4. Iribas–Betelu, 10 km
- Etapa 5. Betelu–Arkaka, 26,5 km
- Etapa 6. Arkaka–Lizarrusti, 19,7 km. El recorrido empieza en la Central Hidroeléctrica de CAF, a unos 4 km al sur de Zaldibia, a 223 m de altitud. La ruta va primero hacia el oeste, gira hacia el sur, pasa por Ataun (barrio de San Martin) y luego, pasa sobre San Gregorio, gira hacia el este y acaba en el puerto de Lizarrusti, a 622 m de altitud, por donde pasa el GR-12. Desde aquí sale el GR-20.1 hacia el norte, que sube a la cresta de la sierra y pasa por el Agaotz, de 945 m..

#### Variantes
- Gr-20.1 Urkillaga-Cordal Sarastarri-Embalse Lareo-Lizarrusti 10,5 km.[3]
- GR-20.2 Aupeta-Larrazpil-Arrate, 5,58 km. En el alto de Aupeta, en el km 8,82 de la segunda etapa, hay que ascender hacia el este, hacia Larrazpil y Arrate.

## Ficha de la ruta
- GR®20 VUELTA A ARALAR